# Christian Sève
Christian Philippe Séve Flaten (Santiago, 19 de enero de 1985) es un actor de cine, teatro y televisión chileno, conocido por su papel en ¿Dónde está Elisa?.  

## Biografía
Es hermano de la directora teatral, dramaturga y escritora Natalie Séve y de la actriz Paulette Sève, con quien también participó en 2009 en la telenovela ¿Dónde está Elisa? con 24 y 25 años respectivamente en los papeles de Sebastián y Florencia.
Tiene ascendencia noruega por parte de su madre y ascendencia francesa por parte de su padre. Con su hermana Natalie Séve, codirigen y desarrollan el proyecto Amnia Lab, laboratorio de investigación artística para la primera infancia, creado en 2010 en Barcelona y actualmente ubicado en Santiago de Chile. Este laboratorio de una riqueza artística única y de vanguardia, ha presentado sus trabajos en eventos como FanFest, Lollapalooza, GAM y otras importantes instituciones como Fundación Mustakis, JUNJI, Universidad de Chile, Universidad Católica, entre otras.

## Carrera
Desde 2007 ha participado en diversos proyectos de teatro, cine y televisión, aunque obtuvo popularidad en 2009 en la telenovela nocturna ¿Dónde está Elisa? de TVN, interpretando a Sebastián Cousiño, un chico de carácter fuerte y explosivo. 
En televisión, ha sido parte de los elencos de producciones como Los Ángeles de Estela, Secretos en el jardín, La chúcara, Un Diablo con Ángel y la adaptación en Chile de Modern Family, Familia moderna. En cine, ha participado en películas como Mitos y leyendas, El limpiapiscinas , El bosque de Karadima y Alma.
En teatro, ha trabajado en más de veinte montajes profesionales.
Se ha desempeñado como profesor ayudante en la asignatura de voz en la carrera de Teatro en la Universidad del Desarrollo y ha realizado clases en torno al teatro y herramientas creativas para la primera infancia como profesor invitado en diversas universidades. 
Su carrera actoral la ha complementado con la música, siendo discípulo del destacado organista (Ph.D. in Fine Arts) Luis González Catalán. 

## Filmografía

### Cine
| Cine | Cine                               | Cine           | Cine              | Cine |
| Año  | Película                           | Rol            | Director          |      |
| ---- | ---------------------------------- | -------------- | ----------------- | ---- |
| 2010 | Mitos y Leyendas, La nueva Alianza | Martín         | José Luis Guridi  |      |
| 2011 | El limpiapiscinas                  | Tomás          | José Luis Guridi  |      |
| 2015 | El bosque de Karadima              | Tomás Costaval | Matías Lira       |      |
| 2015 | Alma                               |                | Diego Rougier     |      |
| 2018 | El Taller                          |                | José Tomas Videla |      |

### Series de televisión
| Series | Series          | Series | Series      |
| Año    | Serie           | Rol    | Canal       |
| ------ | --------------- | ------ | ----------- |
| 2008   | Paz             | Rubén  | TVN         |
| 2010   | Cartas de mujer | Nelson | Chilevisión |
| 2014   | Familia moderna | Gato   | Mega        |

### Teleseries
| Teleseries | Teleseries            | Teleseries        | Teleseries |
| Año        | Teleserie             | Rol               | Canal      |
| ---------- | --------------------- | ----------------- | ---------- |
| 2009       | ¿Dónde está Elisa?    | Sebastián Cousiño | TVN        |
| 2009       | Los ángeles de Estela | Felipe de la Vega | TVN        |
| 2013       | Secretos en el jardín | Rodrigo Jerez     | Canal 13   |
| 2015       | La Chúcara            | Rafael Belloni    | TVN        |
| 2017       | Un diablo con ángel   | Octavio Ramírez   | TVN        |

### Programas de televisión
- Pelotón (TVN, 2009) - Invitado

### Comerciales de televisión
- Capel (2013) - Protagonista del comercial.